# Néron (personnage de Murena)
 (mai 2017).
Si vous disposez d'ouvrages ou d'articles de référence ou si vous connaissez des sites web de qualité traitant du thème abordé ici, merci de compléter l'article en donnant les références utiles à sa vérifiabilité et en les liant à la section « Notes et références ».
Ne pas confondre avec le vrai empereur romain Néron.
Néron est un patricien puis un empereur dans la bande dessinée Murena, de Philippe Delaby et Jean Dufaux. Il est l'un des principaux personnages de la série.

## Annexe